# The Graphic

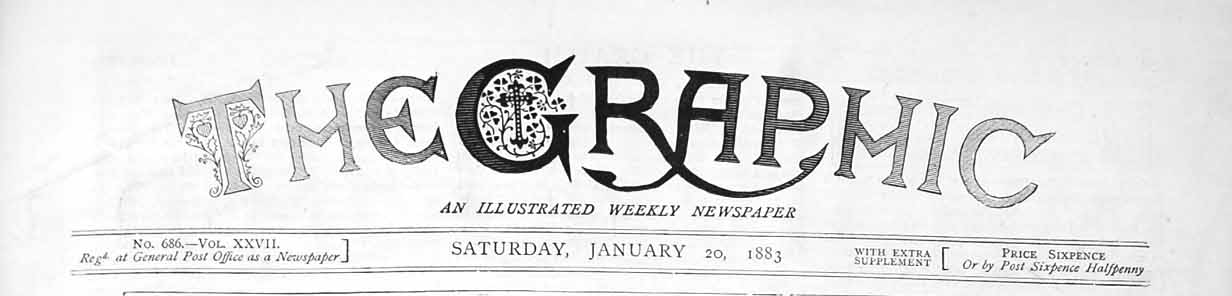
Kopfzeile (Ausgabe 20. Januar 1883)

The Graphic war der Name eines britischen illustrierten Wochenmagazins. Es wurde von William Luson Thomas (1830–1900) herausgegeben. Es erschien zum ersten Mal am 4. Dezember 1869. Im Zeitraum von 28. April bis 14. Juli 1932 erschien es unter dem Namen The National Graphic. Dann wurde das Magazin nach 3266 Ausgaben eingestellt.

## Hintergrund
The Graphic wurde von William Luson Thomas, einem Künstler, Holzschneider und Sozialreformer gegründet. Zuvor waren er, sein Bruder und sein Schwager dazu überredet worden, nach New York zu gehen und zwei Zeitungen, Picture Gallery und Republic, zu gründen. Thomas hatte auch eine eigene Gravureinrichtung und illustrierte und gravierte mit Hilfe eines großen Stabes zahlreiche Standardwerke. Entnervt, sogar verärgert über die unsympathische Behandlung von Künstlern durch die erfolgreichste illustrierte Zeitung der Welt, The Illustrated London News, und dank eines guten Geschäftssinns, beschloss Luson Thomas, eine Opposition aufzubauen. Sein illustriertes Wochenmagazin wurde, obwohl es teurer als dessen Konkurrenz war, zu einem sofortigen Erfolg.